# سه صفت نیکو (کنفوسیانیسم)
سه صفت نیکو (به ژاپنی: 三徳 さんとく) در یکی از مجموعه کتاب چهار کتاب کنفوسیوس‌گرایی (四書) بنام منتخبات کنفوسیوس آمده‌است که «عاقل گیج نیست، بامروت اندوهگین نیست و شجاع ترس ندارد» بر اساس این منبع، رِن (Ren؛ مروت)، ژی(Zhi؛ عقل یا قدرت تشخیص درست و غلط) و یو، شجاعت، سه صفت نیکوی اصلی در کنفسیوس‌گرایی به‌شمار می‌آید.

## پنج فضیلت
کنفوسیوس همچنین پنج فضیلت برای انسان برشمرده است که عبارتند از:
- لی (Li؛ ادب) یا ری (به ژاپنی: 礼 れい)
- رِن (Ren؛ انسانیت یا مروت) یا «جین» (به ژاپنی: 仁 じん)
- یی (Yi؛ صداقت، درستی اخلاقی) یا گی (به ژاپنی: 義 ぎ)
- ژی (Zhi؛ قدرت تشخیص درست و غلط، علم اخلاق) یا «چی» (به ژاپنی:智 ち)
- شین (Xin؛ حقیقت) یا شین (به ژاپنی: 信 しん)

این پنج فضیلت همراه با سه طریقت، اطاعت رعیت از حاکم، اطاعت فرزند از پدر، اطاعت زن از شوهر سه طریقت پنج فضیلت (به چینی: 三纲五常) خوانده می‌شود.

## هشت فضیلت
در صورتیکه به پنج فضیلت بالا سه فصیلت دیگر افزوده شود به آن هشت فضیلت کنفوسیوس می‌گویند:
- وفاداری، یا چو (به ژاپنی: 忠 ちゅう) در ژاپنی به وفاداری نسبت به ارباب چوگی (忠義) گفته می‌شود.
- تقوای فرزندی یا کو (به ژاپنی: 孝 こう) به معنای احترام به پدر و مادر است.
- احترام به بزرگ‌تر یا تی (به ژاپنی: 悌 てい) به معنای احترام و اطاعت از برادر و اشخاص بزرگ‌سال‌تر است.